# Drop Db
A afinação Drop Db, também conhecida como Drop C# ou Dropped C#, é uma afinação de guitarra onde a corda mais grave (sexta) é afinada ("dropped") em C#, ao invés de mi, como na afinação padrão. Ela pode ser representada, da corda mais grave para a mais aguda, como D♭ A♭ D♭ G♭ B♭ E♭, ou C# G# C# F# A# D#.
A afinação é feita da seguinte maneira: O instrumento é afinado meio tom abaixo, e a sexta corda (mais grave) é abaixada um tom em relação as demais.

Esta afinação é bastante usada por bandas de Nu Metal e Metal Alternativo, como System of a Down, Linkin Park e Disturbed.